# Amrumer Straße (metropolitana di Berlino)
La stazione di Amrumer Straße è una stazione della metropolitana di Berlino, sulla linea U9.

## Interscambi
- Fermata autobus